# Seth Lakeman
Seth Lakeman (født 26. marts 1977) er en singer-songwriter fra England.

## Diskografi
- Poor Man's Heaven (2008)